# Azagar
Azagar (en árabe: أزغار‎, en francés: Azghar) es una localidad marroquí perteneciente al municipio de Beni Bu Chibet, en la región de Tánger-Tetuán-Alhucemas. Desde 1912 hasta 1956 perteneció a la zona norte del Protectorado español de Marruecos.